# روري باترسون
روري باترسون (بالإنجليزية: Rory Patterson)‏ (16 يوليو 1984 في المملكة المتحدة - ) هو لاعب كرة قدم بريطاني في مركز الهجوم. شارك مع منتخب أيرلندا الشمالية لكرة القدم. أما مع النوادي، فقد لعب مع ديري سيتي وغلينتوران ونادي بليموث أرجايل ونادي روتشديل ونادي كوليرين ونادي لينفيلد ونادي اتحاد مانشستر وMossley A.F.C. ‏ ونادي رادكليف ‏ وCockburn City SC ‏ وDroylsden F.C. ‏ ونادي برادفورد بارك أفنيو.

## وصلات خارجية
- روري باترسون على موقع قاعدة بيانات كرة القدم.إي يو (الإنجليزية)
- روري باترسون على موقع ناشيونال فوتبول تيمز (الإنجليزية)
- روري باترسون على موقع Soccerbase.com (لاعب) (الإنجليزية)
- روري باترسون على موقع Soccerway.com (الإنجليزية)